# Afegane
O afegane, afgane, afegâni ou afegani (em pachto/dari: افغانۍ), de símbolo ؋, é a moeda que circula no Afeganistão e é dividida em 100 pules.

## Primeiros afeganes 1925-2003

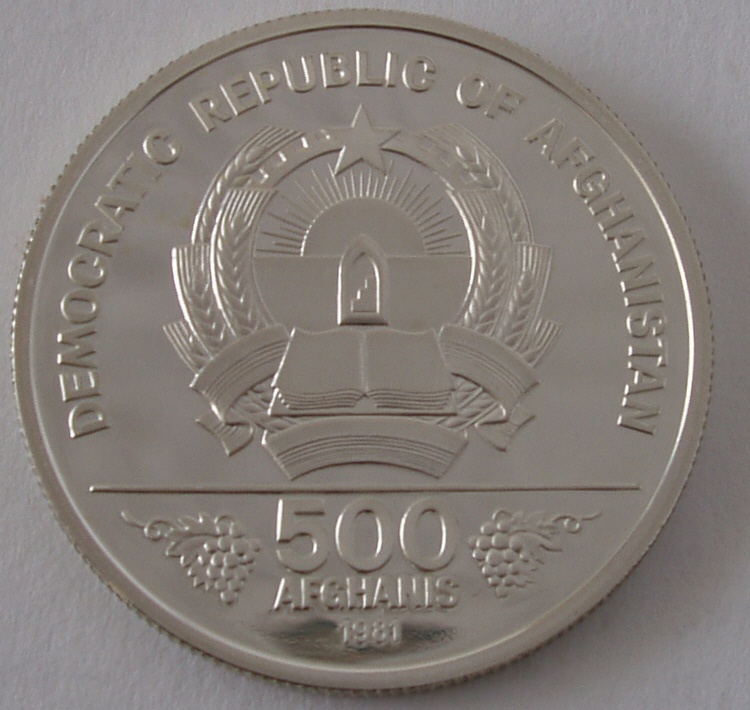
Moeda 500 afeganes (1981) - frente

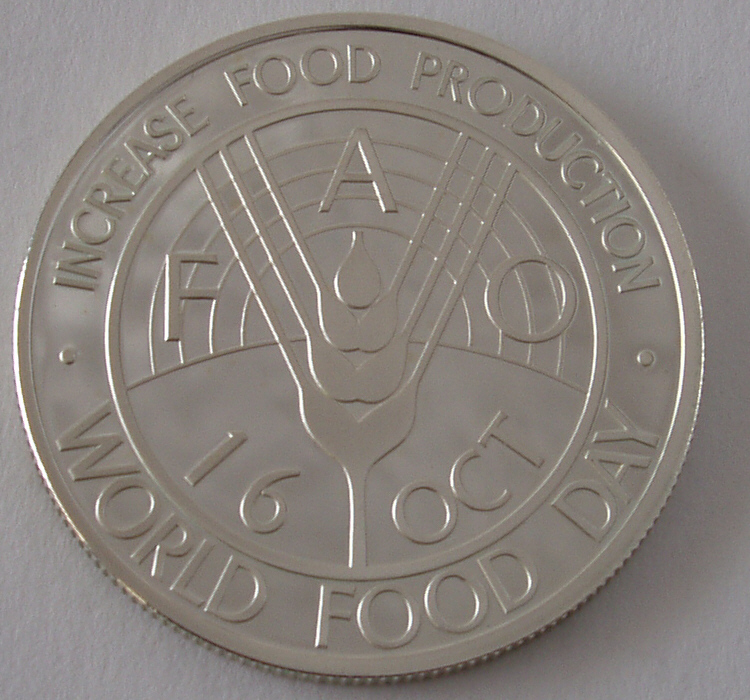
Moeda de 500 afeganes (1981) - verso

O primeiro afegane (Código ISO 4217: AFA) foi introduzido em 1925, substituindo a rupia afegã. Além de ser subdividido em 100 pules, 20 afeganes tinham o mesmo valor do amani. A taxa de conversão da rupia para o afegane é em geral cotada como 1 afegane = 1,1 rupia, baseada na quantidade de prata das últimas moedas da rupia e as primeiras moedas do afegane. O afegane inicialmente continha 9 gramas de prata.
Em 1936, o afegane foi afixado a 4 afegane = 1 rupia indiana. A partir de 1940, o afegane foi afixado em relação ao dólar americano com as seguintes taxas [carece de fontes?]:
| Valor afixado do primeiro afegane | Valor afixado do primeiro afegane |
| Data de introdução                | Valor em dólares americanos       |
| --------------------------------- | --------------------------------- |
| 1940                              | 13                                |
| 1947                              | 13,44                             |
| 1948                              | 14,17                             |
| 1949                              | 16,8                              |
| 1956                              | 20                                |
| 1963                              | 45                                |
| 1982                              | 50,6                              |

Entre 1979 e 1982 e novamente a partir de 1992, o valor do afegane sofreu flutuações.
Antes da Invasão do Afeganistão pelos Estados Unidos, chefes militares, partidos políticos, potências estrangeiras e falsificadores fizeram suas próprias cédulas bancárias de afegane, sem se preocupar em padronizações ou mesmo honrar números de série. Em Dezembro de 1996, pouco após o Talibã tomar o controle das instituições do Afeganistão, Ehsanullah Ehsan, o presidente do Banco Central do Afeganistão, declarou que a maior parte das cédulas Afegane em circulação não tinham mais valor algum (aproximadamente 100 trilhões de afeganes) e cancelou o contrato com a firma russa que havia imprimido a moeda desde 1992. Ehsan acusou a firma de enviar novas impressões da moeda para o presidente deposto Burhanuddin Rabbani na província de Takhar, ao norte do país. A taxa de câmbio no momento da declaração de Ehsan foi de 21 000 afeganes para um dólar americano. A Aliança Norte então tinha cédulas bancárias produzidas na Rússia, que foram vendidas nos mercados de Cabul por metade de seu valor.
A taxa de câmbio do afegane em abril de 2000 foi de 6 400 afeganes (AFA) para um dólar americano (USD). Em 2002, a taxa foi avaliada em 43 000 AFA para cada 1 USD.

### Moedas
Em 1925, foram introduzidas as moedas de 2, 5 e 10 pules, cunhadas em bronze e latão. Também foram introduzidas a moeda de 20 pules, cunhada em amálgama, junto com ½ afegane (50 pules) e 1 afegane cunhadas em prata e 1 amani, cunhada em ouro. Em 1926 foram introduzidas as moedas de 2½ afeganes, cunhadas em prata, e 2½ amani, cunhadas em ouro. Em 1930 foram introduzidas as moedas de 1 e 25 pules, em bronze e latão, junto com a moeda 3 pules em bronze, e em 1937 as moedas de 10 e 20 pules em cuproníquel.
Em 1952, foram introduzidas as moedas de 25 pules em alumínio, e 50 pules em níquel revestido a aço, seguidas em 1958 pelas moedas de 2 e 5 afeganes, em alumínio, e 1, 2 e 5 afeganes em 1963. Em 1973, a República do Afeganistão emitiu moedas de 25 pules cunhadas em latão revestido a aço, 50 pules em cobre revestido a aço e 5 afegane em cupro-níquel revestido a aço. Por último, a República Democrática do Afeganistão emitiu as moedas de 25 e 50 pules cunhadas em bronze-alumínio e 1, 2 e 5 afeganes em cuproníquel.

### Cédulas
Entre 1925 e 1928, cédulas do Tesouro foram introduzidas em nos valores de 5, 10 e 50 afeganes. Em 1936, foram adicionadas cédulas de 2, 20 e 100 afeganes. O Banco do Afeganistão tomou o controle da produção de papel-moeda em 1939, emitindo cédulas de 2, 5, 10, 20, 50, 100, 500 e 1 000 afeganes. As cédulas de 2 e 5 afeganes foram substituídas por moedas em 1958. Em 1993 foram introduzidas cédulas de 5 000 e 10 000 afeganes.